# Jarkko Oikarinen
Jarkko Oikarinen (né le 16 août 1967 à Kuusamo) est un informaticien, développeur du protocole de communication instantanée Internet Relay Chat (IRC). Étudiant en août 1988 à l'université d'Oulu (Finlande), il a conçu le premier serveur IRC ainsi que le premier client IRC. S'inspirant du système Bitnet, Oikarinen a continué à développer IRC les 4 années suivantes, avec l'aide de Darren Reed. 
Après avoir travaillé pour Capricode et Nokia, Oikarinen travaille depuis juin 2011 sur le projet Google Hangouts de Google, en Suède.